# Morahania palliata
Morahania palliata är en tvåvingeart som beskrevs av Schmitz 1958. Morahania palliata ingår i släktet Morahania och familjen puckelflugor. Inga underarter finns listade i Catalogue of Life.